# Arishima Takeo
Arishima Takeo (japanisch 有島 武郎; * 4. März 1878 in Tokio; † 9. Juni 1923 in Karuizawa) war ein japanischer Schriftsteller, der von der „humanistisch“ orientierten Shirakaba-Gruppe geprägt wurde, aufgrund seiner Ausbildung und seines sozialpolitischen Interesses aber bald eine Sonderstellung einnahm. Für Stephen W. Kohl war er „probably the most brilliant and enigmatic member“ (wahrscheinlich das brillanteste und rätselhafteste Mitglied) von Shirakaba. Mit 45 beging Takeo gemeinsam mit einer Geliebten Suizid.

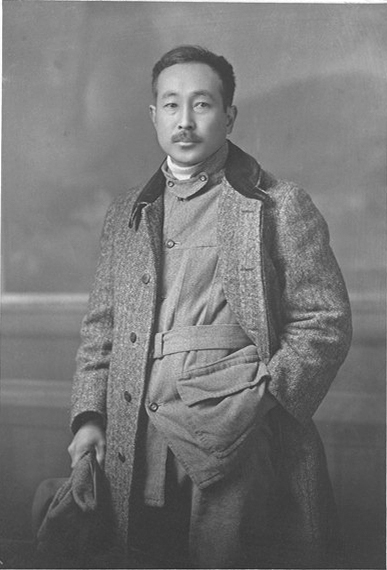
Arishima Takeo, März 1915

## Leben
Der Sohn eines ehemaligen Samurai und wohlhabenden Geschäftsmannes aus Tokio besucht zunächst die Landwirtschaftsschule in Sapporo (Sapporo nōgakkō, heute Teil der Universität Hokkaidō). 1901 tritt er zum Christentum über. Während eines weiterführenden Studiums (von 1903 bis 1906) an der Harvard University in den USA erleidet er allerdings eine Glaubenskrise und wendet sich, von Schriften Walt Whitmans, Henrik Ibsens und Pjotr Alexejewitsch Kropotkins beeindruckt, dem Sozialismus zu. Nach einjährigem Aufenthalt in Europa nach Japan zurückgekehrt, wird Takeo Englischlehrer und gründet mit zwei weiteren Autoren – Shiga Naoya und Mushanokoji Saneatsu – die Literaturzeitschrift Shirakaba (Weiße Birke), die sich bis 1923 hält. Sie fühlt sich sowohl dem jungen japanischen Naturalismus wie den modernen „westlichen“ Einflüssen verbunden. Laut Sybille Altmann ist sie in den 13 Jahren ihres Bestehens ein „Schlüsselorgan“ des japanischen literarischen und künstlerischen Lebens gewesen. In ihr erscheinen auch Takeos erste Erzählungen.
1906 lernte er in Schaffhausen die ausgebildete Sängerin Mathilda Heck (1877–1970) genannt Tilda kennen. Der sehr persönlich geprägte Briefwechsel zwischen Arishima und Tilda währte bis ein Jahr vor seinem Lebensende.
1910 heiratet Takeo; seine Frau stirbt aber schon sechs Jahre später und hinterlässt ihm drei kleine Kinder. Sein erster Roman Kain no Matsuei (Die Nachkommen Kains) von 1916 findet starke Beachtung. Andere spektakuläre Schritte folgen auf nichtliterarischem Gelände. 1922 überträgt Takeo einen ererbten ausgedehnten Landbesitz am Fuße des Berges Yotei an Menschen, die ihn kollektiv zu bestellen planen. Er begleitet diesen Verzicht mit dem Essay Sengen hitotsu (Ein Manifest), in dem er sich ausdrücklich zum Sozialismus bekennt, wenn er auch betont, seine Klassenherkunft gestatte ihm im Kampf dafür keine führende Rolle. Auf diesem Anwesen unweit der Kleinstadt Niseko (im Süden der nördlichsten Halbinsel Japans Hokkaidō gelegen) wurde 1977 (anlässlich des 100. Geburtstages des Stifters) das Arishima Takeo Memorial Museum errichtet, das laut örtlicher Webseite eine wichtige Rolle bei der Förderung und Verbreitung der regionalen Kultur spielt.
1922 lernt Takeo die Journalistin Hatano Akiko (波多野 秋子; 1894–1923) kennen, eine verheiratete Frau. Die außereheliche Liebesbeziehung der beiden führt (in Takeos Landhaus in Karuizawa) zum Doppelselbstmord des folgenden Jahres. Seltsamerweise ging ihm 1919 Takeos ebenfalls vielbeachteter Roman Eine Frau voraus, der das Scheitern einer Frau darstellt, die außerhalb gesellschaftlicher Konventionen lebt. Und schon während seiner Studienzeit in Sapporo, heißt es, versuchte sich Takeo gemeinsam mit einer Geliebten (Morimoto Kokichi) das Leben zu nehmen.
Arishimas jüngere Brüder waren der Maler Arishima Ikuma und der Schriftsteller Satomi Ton. Sein Sohn war der bekannte Schauspieler Masayuki Mori.

## Werke
- 1916 Kain no matsuei (カインの末裔)
  - Ein Nachkomme Kains. Aus dem Japanischen von Jürgen Berndt. In: Träume aus zehn Nächten. Japanische Erzählungen des 20. Jahrhunderts. Hrsg. Eduard Klopfenstein, Theseus Verlag, München 1992, S. 86–128. ISBN 3-85936-057-4
- 1917 Gaisen (凱旋)
  - Triumph. Aus dem Japanischen von Heinz Brasch. In: Paul Haß, Binko Matsuoka (Hrsg.): Geschichten und Erzählungen aus Japan, Fikentscher, Leipzig [1937], S. 143–155[6]
- 1918 Chiisaki mono he (小さき者へ)
  - Meinen Kleinen. Aus dem Japanischen von Oscar Benl. In: Oscar Benl (Hrsg.): Flüchtiges Leben. Moderne japanische Erzählungen. Robert Mölich Verlag, Hamburg 1948, S. 7–27, überarbeitete Fassung aus dem gleichnamigen Buch von Oscar Benl, Landsmann-Verlag Gustav Langenscheidt junior, Berlin-Schöneberg 1942, S. 11–32.
- 1918 Umareizuru nayami (生まれいずる悩み, The Agony of Coming into Existence)
- 1919 Aru onna (或る女, Eine Frau), Roman
- 1920 Oshiminaku ai wa ubau (惜みなく愛は奪う, Love Robs without Hesitation)
- 1922 Sengen hitotsu (宣言一つ), Essay
  - Ein Manifest. Aus dem Japanischen von Wolfgang Schamoni, mit Erläuterungen. In: Nachrichten der Gesellschaft für Natur- und Völkerkunde Ostasiens e.V. (OAG) (PDF), NOAG 151 (1992/1), Hamburg 1993, S. 63–79